# Кочубей (фільм)
«Кочубей» — радянський художній фільм, знятий режисером Юрієм Озеровим за однойменним романом Аркадія Пєрвєнцева на кіностудії «Ленфільм» у 1958 році.

## Сюжет
Фільм розповідає про події громадянської війни 1918 року. Відчайдушний у своїй силі герой громадянської війни Кочубей, слава про якого рознеслася по всій Кубані, після кровопролитних боїв вирішує, нарешті, у своєму війську взяти на озброєння дисципліну і знання військової науки…

## У ролях
- Микола Рибников — І. А. Кочубей
- Павло Усовніченко — комісар В. Т. Кандибін
- Сергій Яковлєв — Андрій Рой
- Людмила Хитяєва — медсестра Наталія
- Станіслав Станкевич — головком І. Л. Сорокін
- Юхим Копелян — Серго Орджонікідзе
- Юліан Панич — Сашко Наливайко
- Костянтин Сорокін — Митька Шило
- Михайло Васильєв — Пелипенко
- В'ячеслав Воронін — Ахмет
- Борис Александров — Володька
- Федір Шмаков — А. І. Рубін
- Володимир Татосов — Крайній
- Олег Жаков — полковник Деверін
- Юнона Бєлоручева — Лідія
- Людмила Касьянова — Настя
- Олександр Бєлокринкін — Шеремет
- Володимир Чобур — командир-зрадник
- Георгій Сатіні — комбриг
- А. Кожин — епізод
- Олександр Степанов — епізод
- Борис Ільясов — епізод
- Ніна Болдирєва — акторка оперети
- М. Бігаєв — епізод
- Микола Кузьмін — сотник
- Петро Тимофєєв — епізод
- Сергій Троїцький — кухар
- В. Семенов — епізод
- І. Плотников — епізод
- Ашот Симонян — епізод
- Олексій Смирнов —  буржуйчик в театральній ложі
- Анатолій Королькевич — диригент
- Віктор Уральський — зіграв ролі: матроса, козака і городянина
- Владислав Стржельчик — епізод
- Ігор Боголюбов — ад'ютант Сорокіна

## Знімальна група
- Сценарій —  Аркадій Пєрвєнцев
- Постановка —  Юрій Озеров
- Головний оператор —  Сергій Іванов
- Головний художник —  Семен Малкін
- Режисер — В. Степанов
- Композитор —  Юрій Левітін
- Звукооператори —  Микола Косарєв,  Ілля Вовк
- Оператори — Володимир Коротков, С. Іванов
- Художники:
  - по костюмам — Н. Холмова
  - по гриму — В. Соколов
  - по декораціям — Є. Якуба, Б. Смирнов
  - по комбінованим зйомкам — А. Сидоров
- Монтаж —  Марія Пен
- Редактор —  Йосип Берхін
- Консультант — генерал-лейтенант Микола Осликовський
- Директор картини — І. Гольдін